# Vipers Varese
I Vipers Varese sono una squadra di American Football nata nell'estate 2012 dall'unione dei Blue Storms di Busto Arsizio e degli Skorpions Varese. Partecipano al campionato High School under 18 e secondo il calendario affronteranno: i Seamen Milano (trasferta), i Giants Bolzano (trasferta), i Rhinos Milano (casa), i Daemons Martesana (trasferta) e ancora i Seamen Milano (casa).

## Roster 2012
- Mattia Lorusso - Guardia sinistra; Tight end; Defensive end
- Marco Garzonio - Quarterback
- Luca Rossi - Defensive end
- Denis Mirsolea - Defensive end
- Michele Tovaglieri - Kicker
- Emilio Barbieri - Cornerback; Linebacker
- Ivan Fonti - Linebacker; Quarterback; Fullback
- Yuri Casella - Cornerback; Runningback
- Andrea Fimiani - Runningback
- Christian Sottura - Runningback; Wide receiver
- Luca Fiorin - Linebacker
- Simone Magnarelli - Center snapper
- Andrea Sanaldi - Defensive end; Guardia destra
- Riccardo Calesella - Guardia destra; Guardia sinistra
- Luca De Maio - Center snapper; Guardia destra
- Giacomo Micheli - Quarterback
- Tommaso Rimoldi - Linebacker; Cornerback; Fullback; Halfback
- Andrea Arnoldi - Wide receiver; Runningback
- Marco Facetti - Wide receiver; Runningback
- Steve Zanzi - Quarterback
- Lorenzo Mantovan - Wide receiver; Runningback
- Victor Fritjofsson - Kicker; Tight end
- Kosta Chobo - Defensive end; Tight end
- Federico Ricciardiello - Wide receiver; Runningback

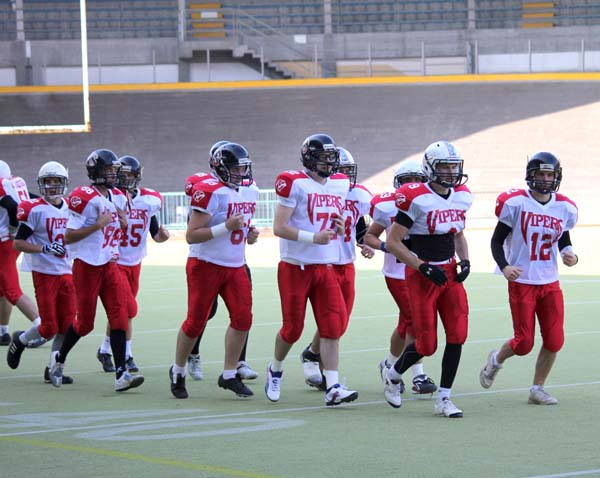
I Vipers Varese in allenamento pre-partita

## Coaching Staff
- Alessandro Di Lorenzo - Head Coach; Special Team Coach
- Massimo D'Alessandra - Offence Coordinator
- Roberto Lorenzetti - Defence coordinator
- Silvio Garzonio - Helping Coach
- Elena Bernasconi - Burocrazia